# Membrana de secreció
La membrana de secreció és una capa externa que moltes cèl·lules tenen a més de la membrana plasmàtica. La funció principal de la membrana de secreció és donar una sèrie de característiques a la cèl·lula que la distingeixin de la resta.
La membrana de secreció està formada per substàncies secretades per la cèl·lula que es dipositen a la superfície externa de la membrana. Aquesta tipologia de membranes és l'encarregada d'unir les cèl·lules entre si. Donada la seva consistència, la matriu extracel·lular condiciona la forma, el desenvolupament i la proliferació de les cèl·lules que engloba.
El motiu pel qual la matriu extracel·lular ofereix resistència a la compressió és gràcies a la gran quantitat d'aigua retinguda per la substància fonamental amorfa.
La membrana de secreció és especialment abundant en els teixits conjuntius (elàstic, lax i dens regular).
Les membranes de secreció es troben tant a les cèl·lules animals com vegetals.

## Tipus
La membrana de secreció de les cèl·lules animals rep el nom de matriu extracel·lular. Les cèl·lules vegetals també tenen una membrana de secreció, que és rígida, de cel·lulosa, i que rep el nom de paret cel·lular.

### Matriu extracel·lular
La matriu extracel·lular està composta per dos grans tipus de molècules:
1. Xarxa de fibres proteiques -> Les tres fibres proteiques de constitueixen la matriu extracel·lular són: el col·lagen (consistència i estructura), l'elastin Elastina (elasticitat) i la fibronectina (unió entre la membrana plasmàtica i la de secreció)
2. Substància amorfa -> Proteoglicans, àcid hialurònic i glicosaminoglicans
3. Làmina basal -> Capa que separa el teixit epitelial del connectiu

La matriu extracel·lular destaca per presentar elevats índexs d'aigua, nutrients i proteïnes. Tot i això, no totes les cèl·lules animals tenen matriu extracel·lular.

### Paret cel·lular
La paret cel·lular està composta majoritàriament per cel·lulosa, un polisacàrid format per la unió de β-glucopiranoses, i la matriu sobre la qual se segreguen les substàncies que caracteritzen a la cèl·lula. Els plasmodesmes són mecanismes de connexió intercel·lulars pels quals circulen substàncies. La paret cel·lular es troba present en la majoria de vegetals, fongs i bacteris.

## Funcions
Una de les funcionalitats que presenta la membrana de secreció és donar una sèrie de característiques inherents que facin única a la cel·lular. És a dir, totes les cèl·lules són idèntiques però el que realment les diferencia són les substàncies que se segreguen a la matriu extracel·lular de les membranes de secreció. Una altra funció present en la síntesi d'una membrana de secreció és la unió entre cèl·lules adjacents. Es tracta d'un nexe d'unió que omple els espais intercel·lulars i afavoreix la formació d'unions cel·lulars que presenten resistència al trencar-se. Per altra banda, la membrana de secreció proporciona consistència als teixits i òrgans.
La funció principal que presenta la paret cel·lular és aportar rigidesa. Les cèl·lules vegetals es caracteritzen per tenir 2 o 3 vacúols que suposen turgència per a la cèl·lula. Per tant, la paret cel·lular és un mecanisme que tenen les cèl·lules vegetals per reduir un possible fenomen de trencament de la membrana plasmàtica per un excés de turgència.